# Брес Рі
Брес Рі (ірл. Bres Rí); Брес Король) — верховний король Ірландії (за середньовічною ірландською історичною традицією). Час правління: 735—726 до н. е. (згідно з «Історією Ірландії» Джеффрі Кітінга) або 962—953 до н. е. згідно з хронікою Чотирьох Майстрів. Син Арта Імлеха — верховного короля Ірландії. Прийшов до влади вбивши свого попередника — Нуаду Фіна Файла, який був вбивцею його батька (звичай кровної помсти). Правив Ірландією протягом дев'яти років. Правління пройшло у безперервних війнах і битвах, у тому числі, проти фоморів, легендарних одвічних ворогів Ірландії. Був вбитий Еоху Аптахом (ірл. — Eochu Apthach) у битві під Карн Конлуайном (ірл. Carn Conluain). «Книга захоплення Ірландії» синхронізує його правління з часом правління царів Навуходоносора II (605—562 до н. е.) у Вавилоні, Камбіза II у Персії (пом. 522 до н. е.), Кіаксара Мідійського (625—585 до н. е.), що вкрай сумнівно.